# Hot RingMasters
Hot RingMasters – publikowana od 9 grudnia 2006 roku, jedna z wielu list przebojów regularnie opracowywanych przez amerykański magazyn muzyczny Billboard. Tworzona jest w oparciu o system RingScan, część Nielsen Mobile.
Notowanie składa się z 40 pozycji, na których plasują się najpopularniejsze dzwonki telefoniczne; dane dotyczące ich sprzedaży pochodzą od największych dystrybutorów.
Hot RingMasters zastąpiła Hot Ringtones w drukowanej edycji magazynu; Hot Ringtones jest wciąż publikowana na stronie internetowej Billboardu.